# Фация (ботаника)
Фа́ция (в ботанике) — таксономическая категория в фитоценологии.

## Различные определения термина (в зависимости от автора)
1. географические варианты ассоциаций, характеризующиеся несколько иным флористическим составом при одних и тех же доминантах (Алехин В. В.);
2. географические варианты ассоциаций, возникающие на месте коренной растительности после её нарушения (Коржинский С. И.);
3. таксономические единицы более крупные, чем формации (например, все хвойные леса) (Быков В. А.);
4. промежуточная таксономическая единица между формацией и группой типов леса (Колесников Б. П.);
5. наиболее мелкая таксономическая единица, выделяемая в пределах ассоциации на основе преобладания определённого вида или определённых видов и соответствует социации (Браун-Бланке Ж.);
6. схоже с биогеоценозом (Берг Л. С., Раменский Л. Г.);
7. группы однородных биогеоценозов (Сочава В. Б.).

- фациация и фациес — стадии формирования фитоценозов при первичных и вторичных сукцессиях.